# پموونا (کانزاس)
پموونا (به انگلیسی: Pomona) شهری در ایالت کانزاس کشور ایالات متحده آمریکا است که جمعیت آن در سرشماری سال ۲۰۱۰ میلادی، ۸۳۲ نفر بوده‌است.